# Solenopsis albidula
Solenopsis albidula är en myrart som beskrevs av Carlo Emery 1906. Solenopsis albidula ingår i släktet eldmyror, och familjen myror.

## Underarter
Arten delas in i följande underarter:
- S. a. albidula
- S. a. flava
- S. a. postbrunnea

## Bildgalleri

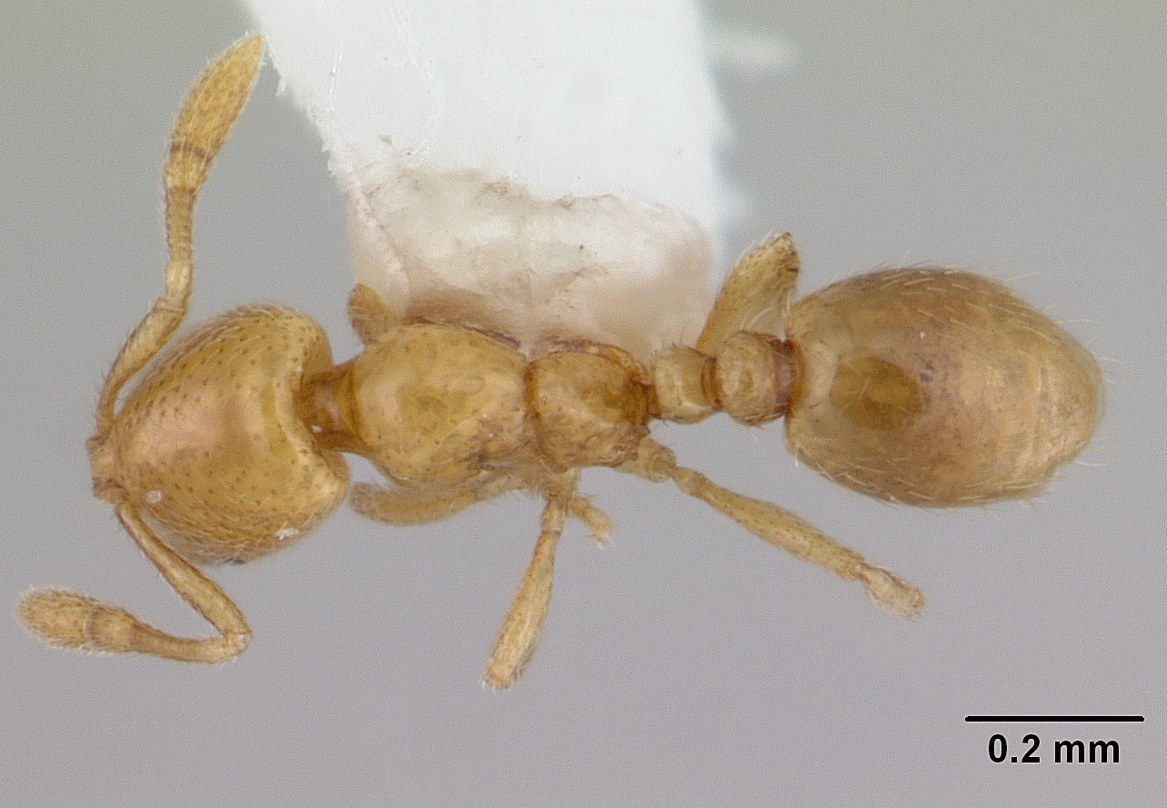
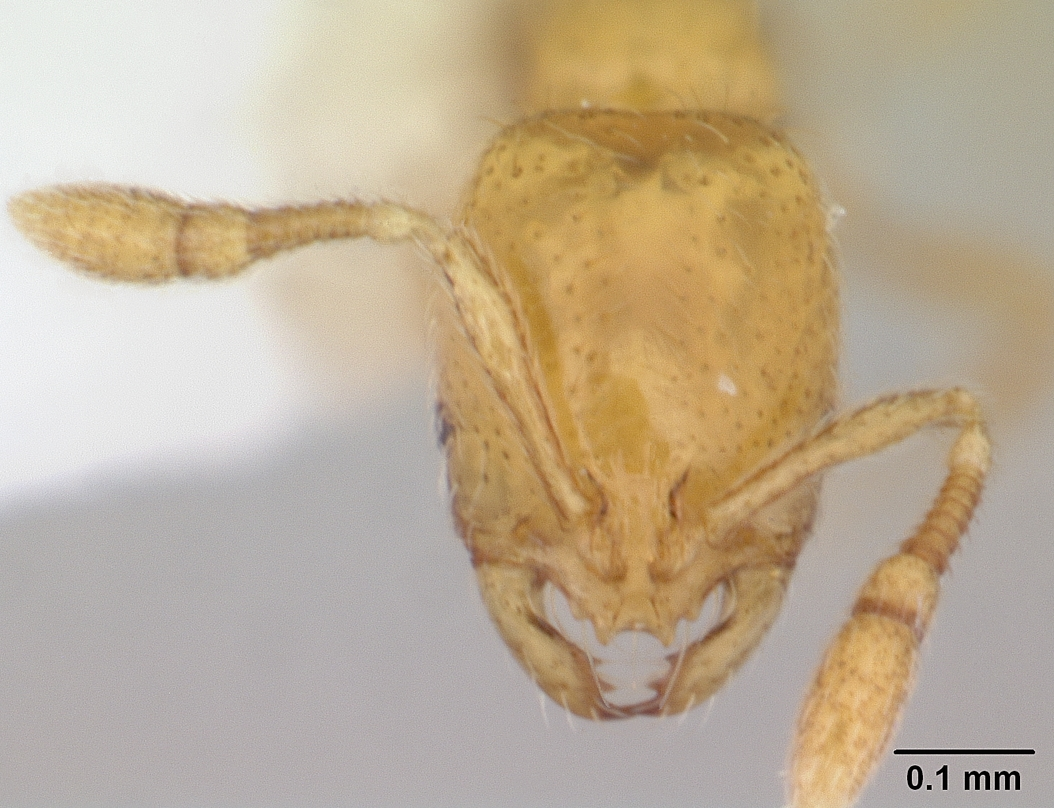
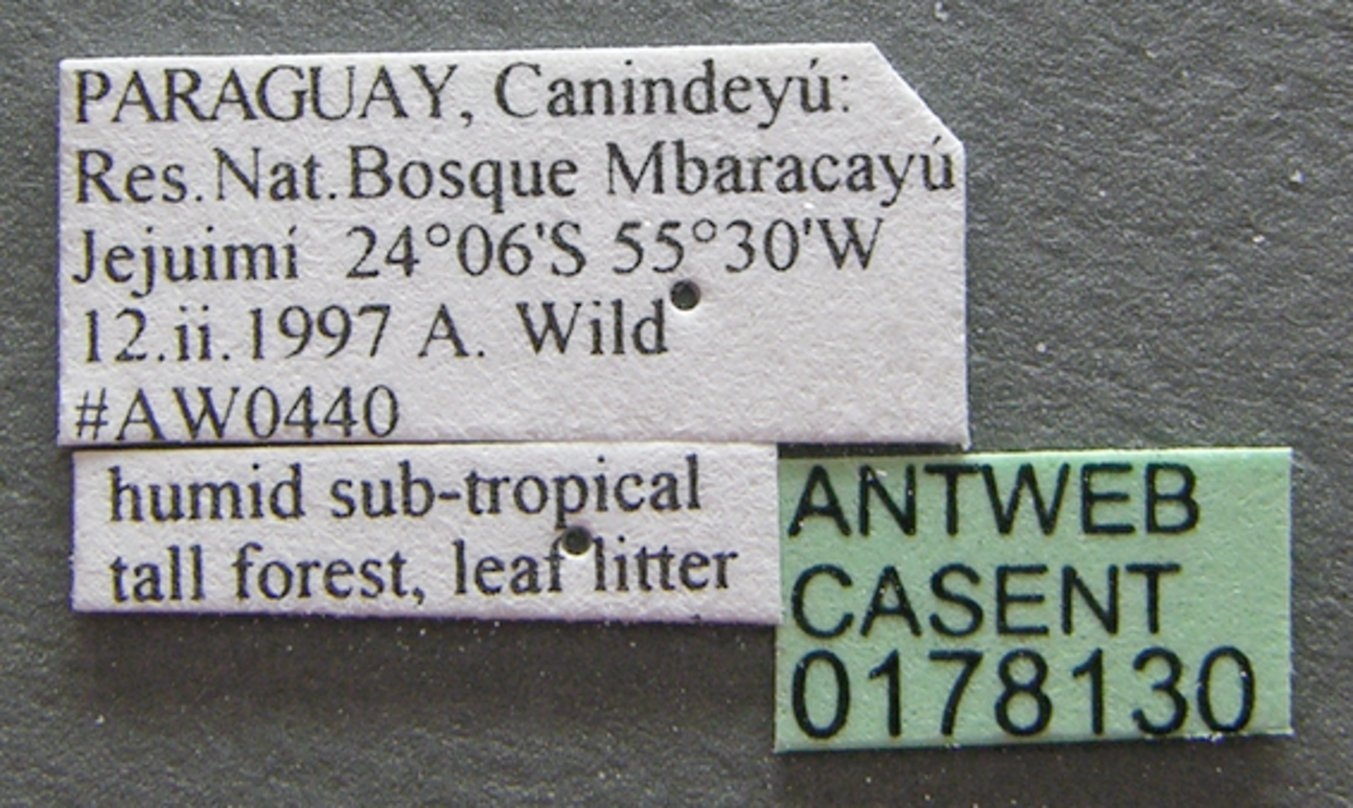
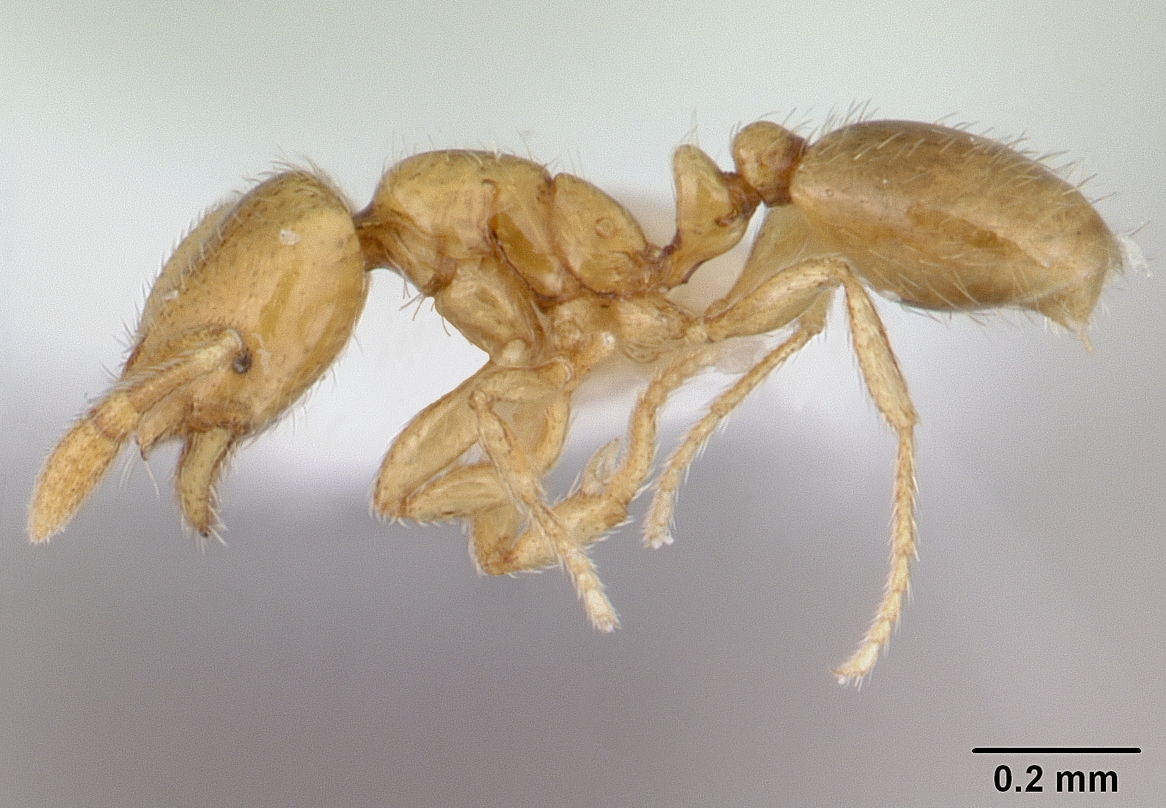